# دوروشنکو
دوروشنکو (به لاتین: Doroshenko) یک منطقهٔ مسکونی در روسیه است که در آدیغیه واقع شده‌است.